# Azdadja
Azdadja, ou Ouzdadja, (en berbère : ⴰⵣⴷⴰⵊⴰ , en arabe: أزداجة) est le nom d'une confédération tribale berbère qui vivait dans la région oranaise au nord-ouest de l'Algérie. Les auteurs arabes anciens (El Bekri, Ibn Khaldoun) lui attribuent la cession du terrains où fut bâtie en 902 , la ville d'Oran,. Après l'arrivée des Beni Amer en Oranie, faction des Beni Hilal, les Azdadja ne représentent qu'un petit groupe et finit par être incorporé aux Béni Amer.

## Étymologie et origine
Les Azdadja appartiennent à la confédération des Sanhadja (en tamazight : ⵉⵥⵏⴰⴳⵏ, Iẓnagen, en arabe : صنهاجة Senhaja) . Ils descendent de la branche de Branès et ont un lien de parenté avec les Masmouda, les Aurébas, les Adjiça, les Ketamas, les Aurighas. Azdadja vient de Azdig/Izdig [ZDG] (pluriel Izdagen) qui signifie en berbère « pur », « propre ». On dira Azdadja ( أزداجة ) en arabe littéraire d'après  le point de vue de l'historien Ibn Khaldoun ou Ouzdadja  ( وزداجة).
Selon les généalogistes et principalement Ibn Hazm, les Azdadjas descendraient de Ouzdadj  Ibn Sanhaj ibn Burnus, ils formaient avec les Mastasa une seule  alliance et ils disent que Ouzdadj est le frère de Mastas.
Suivant les sources arabes et berbères utilisées au XIVe siècle par Ibn Khaldoun, le « berceau » des Azdadja et «l’ancien siège de leur puissance» était le territoire d'Oran dans la partie Nord-ouest de l’Algérie actuelle, probablement entre la montagne d'Aidour au Nord, la sebkha d'Oran au Sud et Aïn Témouchent à l'ouest.
À l'écart d'Oran, El Bekri ajoute  Tansalmet  , Azizaoua ou Taaziza  (sur la rive gauche de l'oued el Mellah) et  ksar Ibn Senan l'Azdadjien étant tous des villages sous le règne des Azdadjas à l'époque (Misserghin, Boutlelis , Ain Temouchent de nos jours  successivement).

## Histoire
Durant la période rostémide, les Azdadja résidaient en permanence sur l'emplacement de l'actuelle Oran et dans ses environs, région qui faisait partie des « pays de Tahart » et ils se sont répandus jusqu'aux environs de Tlemcen. À la fin du Ixe siècle, leur appartenance à l'ibadisme est attestée, ils soutiendront plus tard le nekkarite Abu Yazid.
El Bekri, racontant au XIe siècle les débuts d'Oran, indique que la ville est fondée en l'an 290 (902/903) du consentement des Nefza et des Beni Mesguen qui habitent ce territoire. Les Beni Mesguen appartiennent à la grande tribu berbère des Azdadja. Vers 910, les Beni Mesguen, formant une partie des habitants de la ville doivent s'enfuir lors d'un siège pour se mettre sous la protection des Azdadja. El Bekri signale ensuite que les Azdadja sont défaits au mont Guedara (djebel Murdjadjo) par Yala Ibn Mohamed ibn Saleh l'Ifrenide le samedi 15 djomada 343 (septembre-octobre 954), bataille suivie de la destruction d'Oran et du déplacement de ses habitants dans la nouvelle ville fondée par Yala, Fekkan. La zone d'influence des Azdadja allait au moins jusqu'à l'actuelle Aïn Témouchent (Csar d'Ibn Senane l'Azdadjien) en passant par l'actuelle Misserghin (Tensalmet).
Au XIVe siècle, Ibn Khaldoun leur consacre un chapitre de son Histoire des Berbères. Il les considère comme des descendants de Beni Kenane (Kenaniens) venus de Kenane (Sham); aujourd'hui:Palestine, Syrie, Jordanie et le Liban, autrefois nombreux et puissants habitants des environs d'Oran. Sa version du siège d'Oran en 909/910 par les berbères ayant pris le parti des Fatimides diverge de celle d'El Bekri: selon lui, les Beni Mesguen appartenaient aux assiégeants.
L'un d'eux, Khazroun ibn Mohammed relève ensuite Oran, et s'y installe, et « Depuis cette époque, les Azdadja sont demeurés dans l'avilissement et la misère, ayant été réduits par leur faiblesse au rang de peuplade tributaire » (Ibn Khaldoun).
La première mention qui soit faite, dans les documents français, de cette tribu vouée à un sort tragique semble dater de 1838. Le général Daumas, qui remplissait alors le rôle de Résident français à Mascara, les signale deux fois dans sa correspondance. La première sous la forme Azzedj, la seconde sous la forme El Aadjezz. Disons de suite que la métathèse Z-J et J-Z est courante dans l'arabe oranais et qu'il s'agit, sans contestation possible, de la même tribu.
Si l'on en croit un autre document de 1844-45, les Azedj constitueraient un groupement artificiel de serviteurs de marabouts rattachés aux Béni Amer. Tribu artificielle donc, sans prestige, de création récente. Pourtant, si nous consultons les archives espagnoles allant du XVIe au XVIIIe siècle, et spécialement l'ouvrage de Diego Suarez, nous trouvons mentionnés parmi les tribus les plus influentes d'Oranie occidentale, des «Alaxeses», jusqu'ici non identifiés. Or, il est évident qu'Alaxeses n'est que la transcription castillane d'EI Ajez, le X remplaçant le J (Xeres pour Jerez) dans la graphie ancienne, et en général, toutes les consonnes ou groupes de consonnes mal saisies par une oreille espagnole; le S et le Z final sont d'autre part interchangeable.
Ces Alaxeses (on trouve aussi Alageses), sont constamment cités aux côtés des Ouled Abdallah, Ouled Moussa et Ouled Brahim, tous Béni Amer. Ce sont là les quatre tribus maîtresses de l'ouest oranais. Leur habitat d'été est la plaine de Mediona, mais ce sont des nomades qui, comme les autres, regagnent le désert l'hiver venu. Ils présentent cependant une particularité : dans leurs conflits perpétuels avec les rameaux Béni Amer, ils se flattent de descendre des premiers occupants du pays.
On est alors singulièrement tenté de voir en eux un reliquat de ces tribus zénatiennes, disparues comme par enchantement, que le genre de vie identique et la coexistence multi-séculaire auraient incorporé à l'ensemble Béni Amer. Ainsi, Marmol, qui écrit au milieu du XVIe siècle, mentionne aussi cette tribu, sous une forme plus classique : Uled Hagex. Et les détails qu'il donne sur leur implantation et leurs habitudes en font à ses yeux des Arabes.
L'étude de l'origine de leur appellation permettra peut-être de trancher. Ibn Khal- doun est là pour nous satisfaire. Il signale en effet chez les Béni Amer une fraction Hedjez procédant des Béni Obeïd, eux-mêmes issus des Béni Hamid. Ces Hedjez, selon une tradition encore vivante au XIXe siècle, auraient été des soutiens fidèles des Mérinides. et certaines tentes se réclamaient encore de cette tradition auprès des autorités françaises en 1845. Rappelons que les Béni Merin étaient des Berbères zenata.
Dès lors, on peut, avec toutes les réserves d'usage, esquisser le processus de formation de cette tribu. Sur un rameau Béni Amer, les Hazedj, se greffent à compter du XVIe siècle des fractions berbères zénatiennes (dont les Béni Merin). Celles-ci renforcent la valeur guerrière de l'ensemble et ne modifient en rien le genre de vie de ces nomades batailleurs. Mais les Hazedj ont désormais conscience d'une particularité ethnique qui les différencie des autres Béni Amer. Par la suite, les guerres perpétuelles du XVIe et du XVIIe siècle affaibliront la tribu qui, peu à peu, absorbera des éléments berbères sédentaires, souvent d'origine maraboutique, qui la pousseront à se fixer.
Chassés du Tessala en 1698 (bien que la précision de la date effraye un peu) par les Ouled Abdallah, ils séjourneront deux ans dans la M'leta (Dayat el Hazedj), puis réoccuperont, après de durs combats, les versants sud du Tessala. Désormais, ils ne joueront plus que les seconds rôles, même si l'on trouve en 1734 un cheikh des «Al-axeses», parmi les conjurés pro-espagnols.

## Populations
Au commencement du Xe siècle, tout le pays compris entre le Chelif et la Tafna, était occupé par la grande tribu berbère des Azdadja. Une de leurs fractions les Béni Mesguen, s'était installée sur le territoire actuel d'Oran, à proximité du ravin luxuriant dans lequel coulaient en cascades les eaux limpides de  Ras Al-ain village d'ifri.

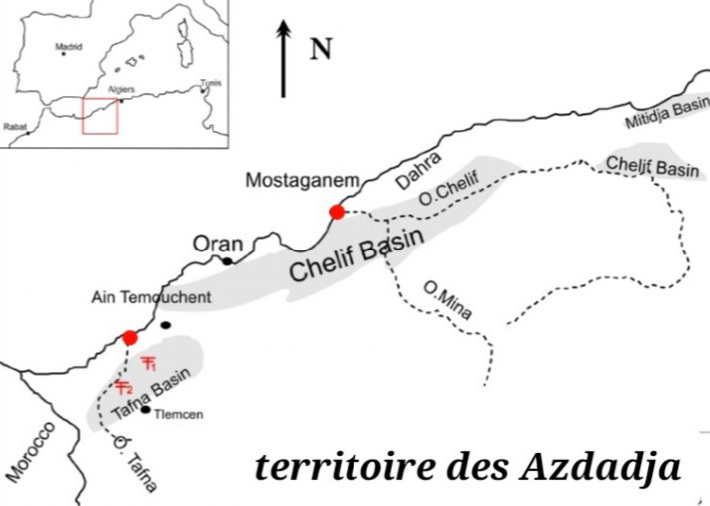
Territoire des Azdadjas au Xe siècle